# Controversy Creates Cash
Controversy Creates Ca$h est l'autobiographie du promoteur de catch et personnalité Eric Bischoff, écrit avec Jeremy Roberts (WWE Books/Pocket Books, 2006,  (ISBN 141652729X)).
Les sujets qui sont traités sur le livre sont la jeunesse de Bischoff, son implication dans la American Wrestling Association, son implication en tant que vice-président et président de la WCW et son rôle dans les Monday Night Wars. Le livre en lui-même se focus plus sur le côté du business du catch et plus particulièrement de la WCW. Bischoff parle aussi des problèmes de la WCW, et de la proportion qu'ils ont pris jusqu'à mal orienté les lecteurs.
Eric Bischoff parle franchement dans son livre des diverses bonnes ou sulfureuses relations qu'il a entretenu avec les diverses personnes qu'il a côtoyé durant toutes ces années dans le monde du catch. Il n'a pas de mots propres envers Vince McMahon, il se contente de faire l'éloge du visionnaire et homme d'affaires en ne montrant aucune rancœur, indiquant que sa venue à la WWE s'est fait naturellement et sans souci. Selon Bischoff, les fusions successives du groupe Turner qui finissait par s'allier avec Time Warner et AOL mais aussi les mises en procès de la WWF à l'encontre de la WCW, ont sonné indirectement le glas de la fédération, sans que personne s'en rende véritablement compte. 
Un gros chapitre dans le livre est cependant manquant; c'est celui du "Fingerpoke of Doom", lorsque Hulk Hogan battait Kevin Nash avec un petit doigt pour remporter le WCW World Heavyweight Championship et ainsi reformer la nWo lors d'une soirée qui pour beaucoup était un point tournant dans les Monday Night Wars. Peut-être, même sans doute que cet oubli reste volontaire.